# Nabiu
La nabinera o simplement nabiu (Vaccinium myrtillus) és una espècie de planta del gènere Vaccinium, de la família de les ericàcies. Són plantes silvestres que creixen en forma de mata de poca altura.
A Catalunya n'hi ha en boscos d'alta muntanya, més aviat obacs, del Pirineu, a partir dels 1.300 metres d'altitud i fins al límit del bosc. El seu fruit, habitualment anomenat nabiu, és un bon comestible, i es pot menjar tant cru com confitat.
El nom científic d'aquesta planta respon a la forma de les fulles que recorden les de la murtra, i per això en el segle xvi li van donar el nom de Myrtillus (murtó petit). Respecte del nom del gènere Vaccinium, no és gaire clar si va ser el poeta romà Virgili qui el va anomenar així, perquè es tractava d'una espècie que constituïa una font d'aliment habitual en les vaques, o si el nom del gènere deriva de "bacca", que en llatí significa baia.
Altres noms que pot rebre aquesta planta són: avajonera, blauet, mirtil, moixereta, nabiner, nabissera, nabís, nabissonera, raïm de pastor o servera boscana. Per la seva banda, el fruit s'anomena també avajó, naió, anaió, mirtil, raïm de pastor.
No s'hauria de confondre amb altres espècies (tant silvestres com cultivades) pròpies de l'Amèrica del Nord, conegudes conjuntament sota el nom de nabiu blau i que són les que s'utilitzen majoritàriament per obtenir la fruita i les confitures que s'elaboren de forma comercial.
Als Països Catalans conviu amb dues altres espècies properes molt menys comunes: el nabiu uliginós i el nabiu roig, moltes vegades l'una al costat de l'altra, encara que són prou diferents entre elles.
El nom antic "anabi" que s'utilitzava al Pirineu occidental per anomenar al fruit (d'on ve anaió o nabissó) ha donat lloc al topònim pallarès de les valls d'Àneu que podríem traduir com la vall dels nabius i on es poden trobar les tres espècies del gènere Vaccinium que viuen a Catalunya.

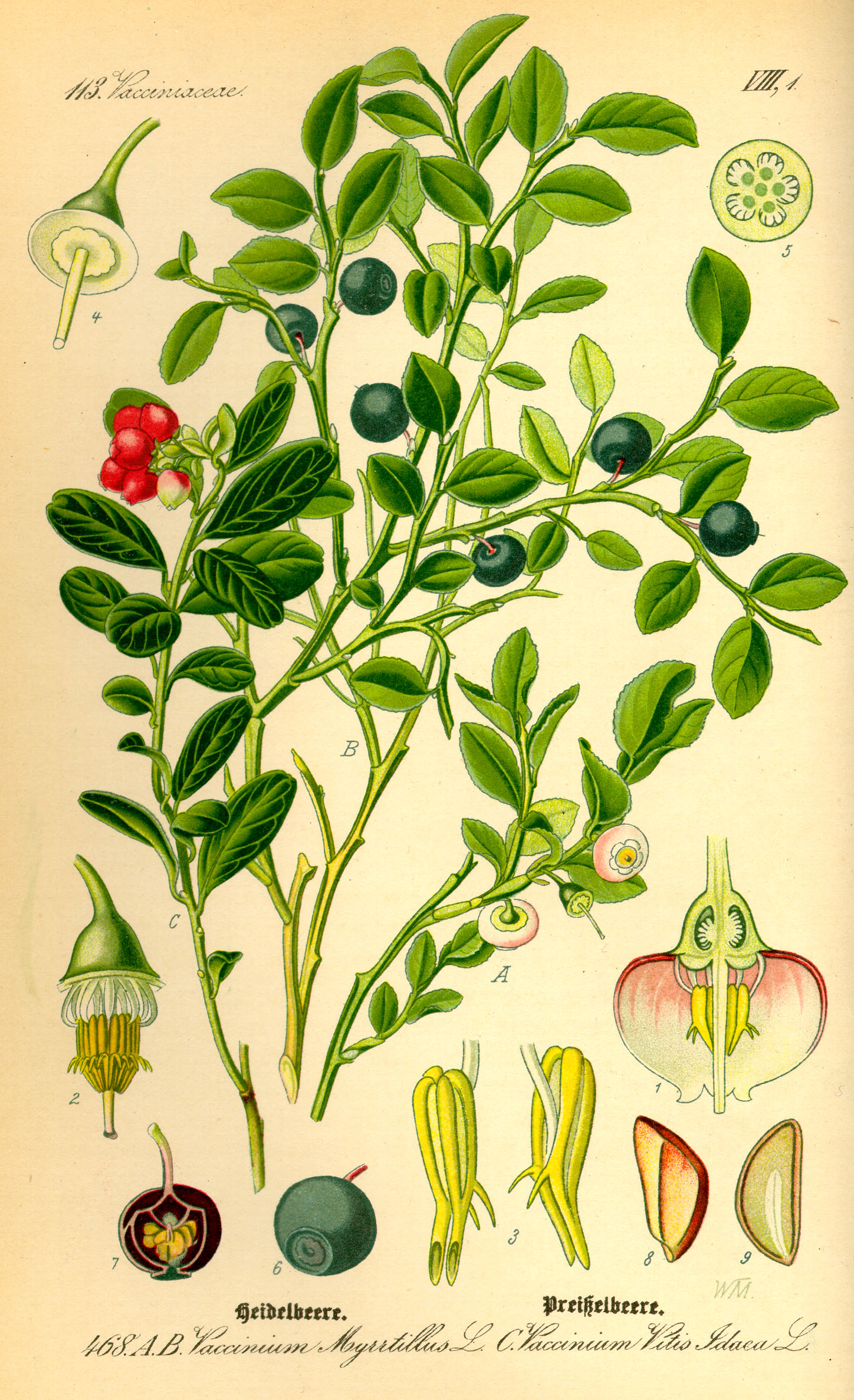
Il·lustració del que mostra dues especies del gènere Vaccinium:el nabiu comú i el nabiu roig.

## Ecologia
Es una espècie típicament boreoalpina (en sentit ampli) que es distribueix per la major part de l'hemisferi Nord, a Europa (els Alps, els Apenins centrals i els Pirineus), l'Àsia, l'Amèrica Central, els EUA i el Canadà, entre els boscos de coníferes i els bruguerars. Al Principat de Catalunya, aquestes especies pròpies del nord es refugien en zones muntanyoses, sobretot als Pirineus i al Montseny. Arriba a créixer, molt rarament, a les muntanyes de Prades i al massís del Penyagolosa (entre 1375 i 1450m), a la província de Castelló.
A Catalunya, creix preferentment en boscos subalpins d'avet i pi negre, encara que també pugui baixar a l'Estatge montà, en fagedes o rouredes acidòfiles. Forma matolls, moltes vegades junt amb el neret, que poden arribar fins al límit del bosc, per sobre dels 2300 metres d'altitud que es desenvolupen sobre sòls àcids entre 900 i 2780m. Necessita ombra, substrat pedregós i humitat mitjana.

## Morfologia

### Forma vital (de Raunkjaer)
Camèfits

### Port i dimensions
Arbust dioic de grandària petita, de 15 a 50 cm d'altura.

### Òrgans vegetatius
Forma i tipus de la rel:
Sota terra desenvolupa una xarxa d'arrels superficials, té soques rectes, quadrangulars, molt ramificades, la part més vella de les quals està recoberta per una fina crosta grisa.
Morfologia, tipus i consistència de la tija:
Tija de color verd, amb quatre angles ben marcats.
Morfologia, textura i disposició de les fulles:
Presenta unes fulles caduques, alternes, d'àpex acuminat, amb un pecíol curt, ovals i amb les vores del limbe finament dentats.

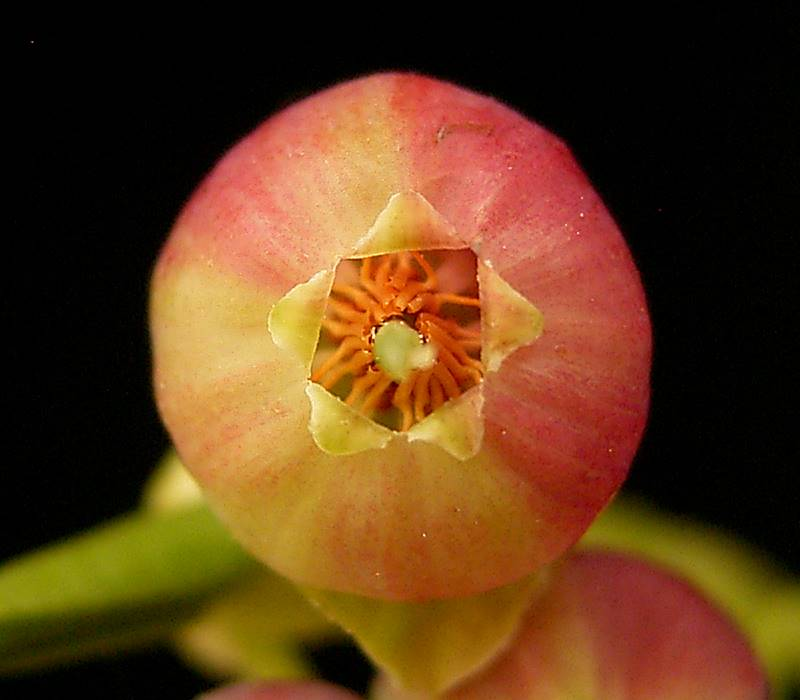
Flor nabiu

### Òrgans reproductors
Inflorescència: 
Les flors són axil·lars i solitàries, de 4-7 mm de llargada, amb un curt peduncle i d'un color rosa pàl·lid.
Morfologia i color del periant:
El calze està fusionat a l'ovari i està format per 5 lòbuls. La corol·la és globular i està fusionada, amb forma de gerro. Presenta 5 pètals insignificants.
Androceu:
Format per 8-10 estams, que són més curts que l'estil. En els filaments apareixen multitud de pèls, mentre que les anteres són com banyes de color groc fosc.
Gineceu:
Ovari ínfer
Fruit:

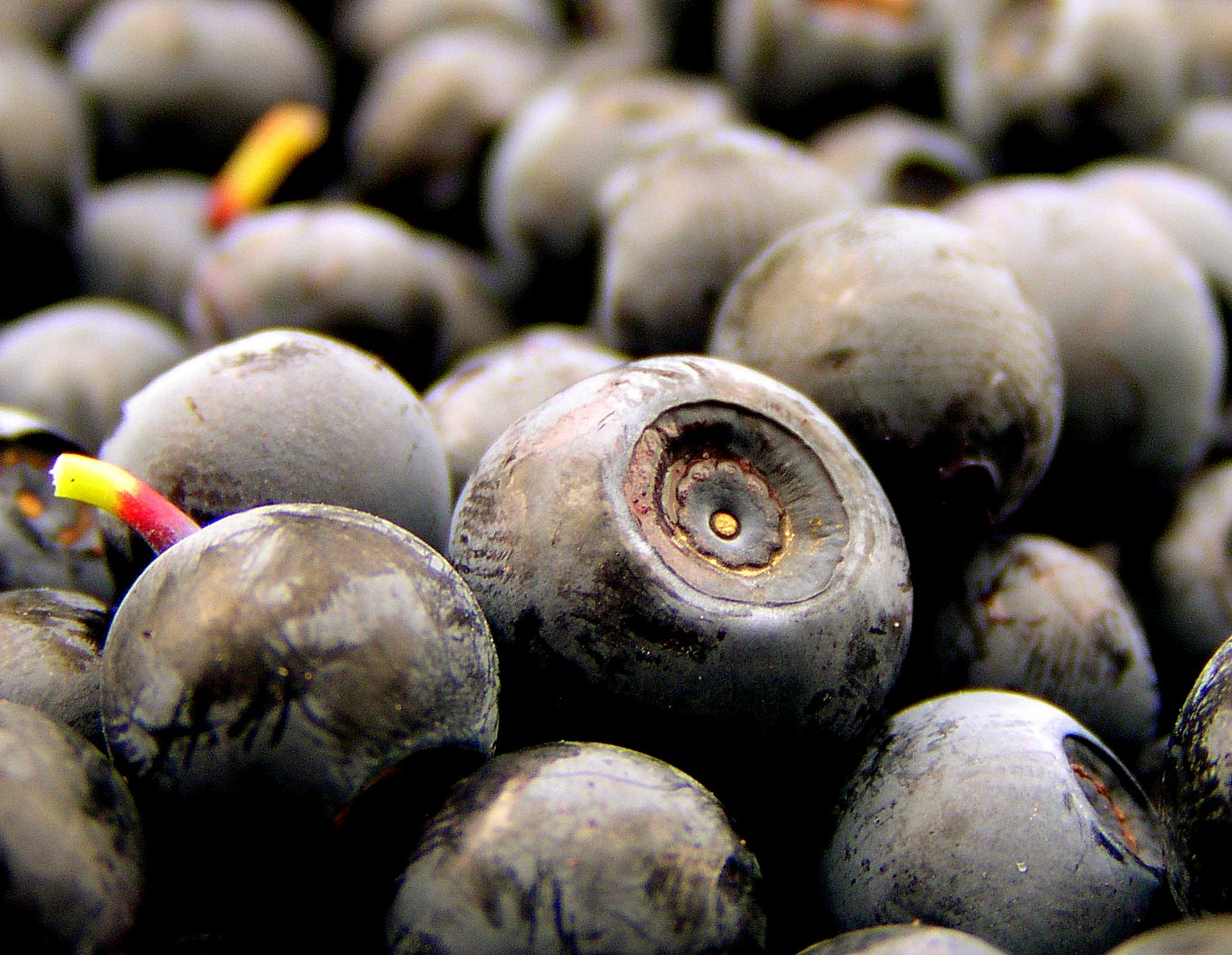
Fruit del nabiu.

Baia globular d'uns 5 mm de diàmetre. Passa de color vermell a blau fosc, i fins i tot negre, en la maduració. Té la polpa púrpura. En l'interior apareixen multitud de llavors. Sabor agradable i agredolç
Fulles i fruits
Usos tradicionals: 

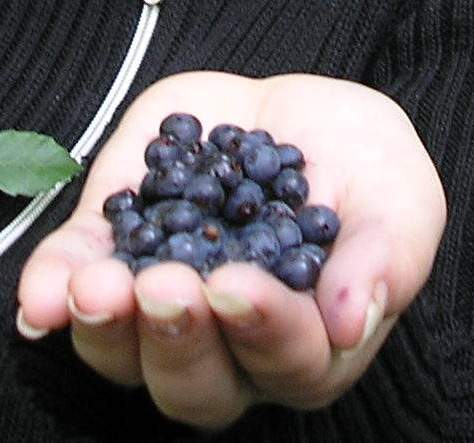
Fruit del nabiu

- Tractament de problemes associats a insuficiència venosa, com les hemorroides, varius, flebitis, fragilitat capil·lar i els seus símptomes, com cames cansades, rampes musculars en les cames, picor de les extremitats, o edema mal·leolar.
- Retinopatia diabètica: tractament de la retinopatia diabètica, per l'augment de la resistència dels capil·lars per part dels fruits.
- Afeccions dèrmiques com dermatitis, lesions cutànies, úlcera cutània.
- Afeccions oculars com conjuntivitis

### Accions farmacològiques/propietats
- Vasoprotector: Els tanins dels fruits secs de nabiu produeixen un efecte tònic venós, augmenten la resistència dels capil·lars. A més, sembla que tant els tanins com els antocianòsids presenten un efecte antioxidant, impedeixen la peroxidació lipídica i reduint la deterioració endotelial. Disminueixen l'adhesió de leucòcits i afavoreixen la del flux sanguini.
- Antidiarreic: Per l'efecte astringent dels tanins
- Astringent dermatològic: Els tanins s'uneixen a les proteïnes i les precipiten, exercint un efecte astringent de la pell i formen una capa protectora. Els antocianòcids produeixen un efecte estabilitzador del col·lagen

### Toxicitat
No s'han descrit interaccions medicamentoses, ni tampoc reaccions adverses a les dosis recomanades.
S'ha de considerar el contingut en hidroquinona de les fulles, per aquest motiu s'ha de prescriure en forma de tractaments discontinus.
A altes dosis, en tractaments crònics poden produir-se reaccions adverses:
- Digestives: dispèpsies, vòmits, gastritis o úlcera pèptica, a causa d'un alt contingut en tanins.
- Cardiovasculars: hipotensió ortostàtica
- Neurològiques: cefalees, ansietat, insomni, nerviosisme
- Al·lèrgies: urticària, vitiligo.

## Producció i consum de nabius en el món
El principal país productor de nabius són Estats Units, que és alhora el més gran importador i el més gran consumidor. Canadà és el segon país en producció. A diferència dels Estats Units, on existeix una gran superfície de camps conreats, la major part de la producció canadenca procedeix de la recol·lecció de fruits silvestres. El Canadà és també el primer país exportador de nabius congelats. Xile és el tercer país productor del món, seguit per l'Argentina, la Nova Zelanda i Austràlia. França és el principal país productor a Europa, abans dels Països Baixos, Alemanya, Polònia i Espanya. A més dels EUA, altres països on es consumeix habitualment aquest fruit són Itàlia, Alemanya, Anglaterra, els Països Baixos, Noruega, Suècia, Finlàndia, el Canadà i el Japó.